# Harry Kunneman
Henricus Petrus Johannes Maria (Harry) Kunneman (Ouder-Amstel, 24 juni 1948) is een Nederlandse filosoof, socioloog en humanisticus. 

## Biografie
Harry Kunneman werd in 1948 geboren in een vrijzinnig katholiek gezin. Hij studeerde sociologie aan de Universiteit van Amsterdam en sloot deze studie in 1974 cum laude af op theoretische sociologie. Van 1974 tot 1989 was hij als universitair docent sociale filosofie verbonden aan de faculteit Wijsbegeerte van de UvA. In 1989 ging hij naar de zo juist opgerichte Universiteit voor Humanistiek waar hij de leerstoel theorie en praktijk van het geestelijk werk, in het bijzonder praktische humanistiek ging bekleden. De leeropdracht van Kunneman had ten doel het humanistisch raadswerk en de studie humanistiek verder te verwetenschappelijken. In deze context ontwikkelde hij het begrip 'trage vragen'. Dat zijn levensvragen rondom thema's als vriendschap, relaties, werk, verlies en ziekte. Kunneman stelde dat de trage vragen niet alleen persoonlijk van aard zijn, maar ook betrekking hebben op maatschappelijke instituties. Om die reden werden 'zingeving' en 'humanisering' voor hem de pijlers van de humanistiek. Later werd Kunneman benoemd tot hoogleraar sociale en politieke theorie aan de Universiteit voor Humanistiek. In 2013 werd deze titel gewijzigd in een persoonlijk ordinariaat in de sociale filosofie, in het bijzonder theorie en praktijk van normatieve professionalisering. Van 2000 tot 2004 was Kunneman rector aan dezelfde universiteit. Hij vervulde enkele andere (bestuurs) functies zoals het voorzitterschap van de Humanistische Alliantie van 2002 tot 2006 en het lidmaatschap van het adviescollege Geesteswetenschappen bij de Nederlandse Organisatie voor Wetenschappelijk Onderzoek. Op 5 oktober 2017 nam Kunneman officieel afscheid van de Universiteit voor Humanistiek en hield hij een afscheidsrede getiteld: Radicaal humanisme.

## Wetenschapskritiek
In zijn dissertatie De Waarheidstrechter (1986) bekritiseert Kunneman de dominante positie van de 'waarheidstrechter' die de sociale wetenschappen als standaard hanteren voor het produceren van hun maatschappelijke probleemoplossingen en de te beperkte doelrationaliteit (de 'trechterrationaliteit')  die de praktische betekenis hiervan legitimeert. Tevens presenteert hij hierin een alternatief voor deze waarheidstrechter middels een bredere rationaliteitstheorie zoals deze door Jurgen Habermas in zijn hoofdwerk Theorie des kommunikativen Handelns ontwikkeld was.

## Postmodernisme
Kunneman publiceerde in 1996 het boek Van theemutscultuur naar walkman-ego over de Nederlandse samenleving aan het eind van de twintigste eeuw, met als richtsnoer het begrip postmoderne individualiteit. In dit werk is Kunneman op zoek naar aanknopingspunten voor een beredeneerd optimisme over onze toekomst. De zogenaamde 'theemutscultuur' vormt hierin het beeld voor de warme, maar ook verstikkende moraliteit van moreel gesloten gemeenschappen. Het zogenaamde 'walkman-ego' komt in het boek naar voren als symbool voor het postmoderne individu.
In zijn boek Postmoderne moraliteit (1998) bestrijdt Kunneman het idee dat er sprake is van een crisis in de moraal en van een verval op grote schaal van waarden en normen en van een hierdoor ernstig bedreigde sociale cohesie. De moraliteit in de postmoderne cultuur dient daarentegen concreet en actief tot stand te worden gebracht.

## Voorbij het dikke-ik
In 2005 kwam Kunnemans belangrijkste boek uit, getiteld Voorbij het dikke-ik. Bouwstenen voor een kritisch humanisme. In vergelijking met zijn eerdere boeken over postmoderne individualiteit en moraliteit is dit werk aanvankelijk somberder van toon. In Voorbij het dikke-ik signaleert hij weliswaar een grote toename van het dikke-ik gedrag in Nederland, maar viseert hij ook nieuwe mogelijkheden in de postmoderne situatie voor een bestaan dat voorbijkomt aan het dikke-ik.

## Humanisme en humanistiek
Kunneman stelt zich ten doel om een kritisch en eigentijds humanisme te ontwikkelen dat niet gericht is op het bieden van algemeen houvast, maar op het praktisch inhoud geven aan humane en inspirerende waarden. De ontwikkeling van deze visie op het humanisme ging hand in hand met zijn loopbaan aan de Universiteit voor Humanistiek. Kunneman was een van de eerste docenten van de jonge universiteit en heeft een grote rol gespeeld in de vormgeving van het onderwijs. Zo ontwikkelde hij een nieuwe menswetenschap (de humanistiek) waarbinnen hij het humanisme, de wetenschap en de praktijk met elkaar verbond. Op 5 oktober 2017 nam Kunneman officieel afscheid van de Universiteit voor Humanistiek en hield hij een afscheidsrede getiteld: Radicaal humanisme. Ter gelegenheid van zijn afscheid werd de bundel Amor complexitatis uitgebracht met als ondertitel Bouwstenen voor een kritisch humanisme - Deel 2.

## Normatieve professionaliteit
Vanaf de jaren negentig werd de notie van 'normatieve professionaliteit' door Kunneman vanuit de Universiteit voor Humanistiek ontwikkeld (in samenwerking met andere instellingen). Het begrip verwijst naar de normatieve geladenheid van elk professioneel handelen en is vooral toepasbaar op de mensgerichte beroepen in het onderwijs, de zorg en bij de politie. Kunneman onderscheidt dit begrip van het concept 'normatieve professionalisering' dat het proces aangeeft van het ontwikkelen en in stand houden van een reflexieve en lerende houding tot deze normatieve dimensie. Kunneman speelde van meet af aan een centrale rol in het onderzoek en de theorievorming op dit terrein.

## Trivia
- Kunneman was (mede)oprichter ef (hoofd)redacteur van de tijdschriften Amsterdams Sociologisch Tijdschrift, Kennis en methode, Krisis, Praktische Humanistiek, Tijdschrift voor Humanistiek, en Waardenwerk. Hij was tevens voorzitter van de redactieraad van de Humanistics University Press en redacteur van de boekenserie Life sciences, Ethics, and Democracy.

- In 2017 werd een biografie van Harry Kunneman gepubliceerd, getiteld: 'Werken aan trage vragen.' De woorden van Harry Kunneman. Het boek maakt Kunnemans werk toegankelijk voor een breed publiek.[1]